# Постлтуэйт, Харви
Харви Постлтуэйт (англ. Harvey Postlethwaite; 4 марта 1944, Барнет, Великобритания — 15 апреля 1999, Барселона, Испания) — британский инженер, доктор технических наук, технический директор нескольких команд «Формулы-1».

## Биография
Окончил Бирмингемский университет, где изучил машиностроение, получив докторскую степень. Далее работал в химической компании ICI в исследовательском отделе. В конце 1960-х годов устроился в компанию March, где работал в отделе, занимавшимся созданием шасси под требования классов «Формула-3» и «Формула-2». К 1973 году Постлтуэйт перешёл в основное подразделение компании, занимающееся созданием шасси для «Формулы-1», в 1974-м перешёл на работу в команду Hesketh Racing. Первое время дорабатывал купленную у March технику, вскоре создал на её основе первое самостоятельное шасси этой команды. За пару лет работы создал несколько быстрых машин, позволивших Джеймсу Ханту регулярно бывать на подиуме и даже выиграть одну гонку.
В середине сезона-1976 Постлтуэйт ушёл в Wolf, где разработал ещё одно удачное шасси: WR1 позволил Джоди Шектеру победить уже на дебютном этапе 1977 года, а в итоге завоевать вице-чемпионский титул.
Следующие несколько проектов удались Постлтуэйту меньше: всё более широко использовавшийся в то время граунд-эффект отбросил Wolf назад. Имущество организации выкупила команда Fittipaldi, Постлтуэйт некоторое время проработал у бразильцев, пока в 1981 году не ушёл в Ferrari. Совместные разработки Харви и Мауро Форгьери выиграли множество гонок, принесли команде два Кубка конструкторов. Во второй половине 1980-х годов разработки Постлтуэйта стали всё менее конкурентоспособны, и стороны прекратили сотрудничество.
Следующим местом работу Постлтуэйта стал Tyrrell, где Постлтуэйт ввёл в моду передний носовой обтекатель с характерным поднятым носом. Жан Алези в нескольких гонках боролся с явными лидерами чемпионата того времени — McLaren Алена Проста и Айртона Сенны.
В 1991 году Постлтуэйт ушёл в Sauber, позднее подготовив дебютное шасси швейцарцев для «Формулы-1». Sauber C12 позволил Карлу Вендлингеру и Юрки Ярвилехто регулярно набирать очки и вывести команду на седьмое место в кубке конструкторов.
В 1994-1998-м годах Постлтуэйт вновь работал у Кена Тиррелла. В 1999 году Постлтуэйт разработал проект шасси для «Хонды», Dallara воплотила его в материале, гонщик-испытатель Йос Ферстаппен приступил к обкатке новой машины, но в апреле 1999 года во время одной из тестовых сессий на автодроме Каталунья Постлтуэйт скончался из-за сердечного приступа. Без него проект был фактически свёрнут, а японцы переключились на сотрудничество с BAR.